# Praça dos Restauradores
A Praça dos Restauradores situa-se na Baixa de Lisboa, no extremo meridional da Avenida da Liberdade, a poucos metros da Praça de Dom Pedro IV (mais conhecida como Rossio).
A praça é caracterizada pelo alto obelisco, de 30 metros de altura, denominado Monumento aos Restauradores e inaugurado em 28 de abril de 1886, com o custo de 45 contos de réis, que comemora a libertação do país do domínio espanhol em 1 de dezembro de 1640.
O chão da calçada na placa central da praça é de calçada portuguesa.

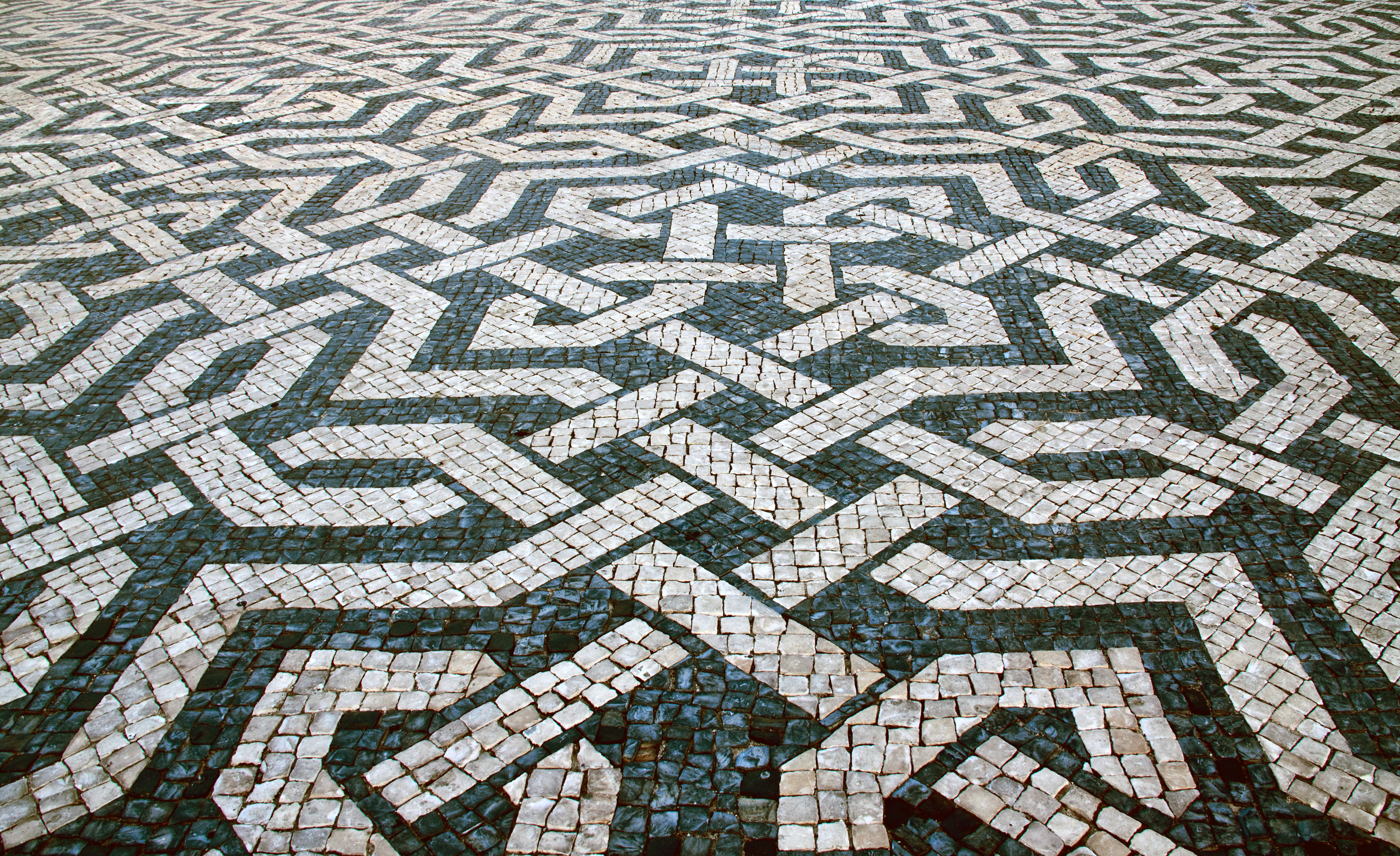
João Abel Manta, pavimento do passeio central, Praça dos Restauradores, Lisboa